# Googlization

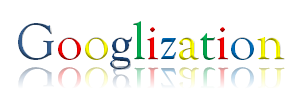

Googlization ("googlizzazione") è un neologismo che indica l'espansione delle tecnologie di ricerca e dell'estetica di Google in ulteriori mercati, applicazioni web e contesti diversi, comprese istituzioni tradizionali come le biblioteche (vedi Google Books Library Project). La rapida ascesa dei motori di ricerca, in particolare Google, fa ormai parte della storia dei nuovi media e richiama l'attenzione sulle problematiche relative all'accesso e alle relazioni tra interessi commerciali e media.